# Coupe de la Ligue française de football 2017-2018
Navigation
Coupe de la Ligue 2016-2017 Coupe de la Ligue 2018-2019
La coupe de la Ligue de football 2017-2018 est la 24e édition de la coupe de la Ligue de football française, organisée par la LFP.
La finale se déroule au stade Matmut-Atlantique à Bordeaux le 31 mars 2018.

## Déroulement de la compétition

### Calendrier
| Tour                       | Nom                                      | Date              | Participants        |
| Tours préliminaires (2017) |                                          |                   |                     |
| 1                          | Premier tour                             | 8 août            | 24                  |
| 2                          | Deuxième tour                            | 22 août           | 12                  |
|                            | Phase finale (2017 et 2018)              |                   |                     |
| 1                          | Seizièmes de finale                      | 24 et 25 octobre  | 20 (6+14 de L1)     |
| 2                          | Huitièmes de finale                      | 12 et 13 décembre | 16 (10+6 européens) |
| 3                          | Quarts de finale                         | 9 et 10 janvier   | 8                   |
| 4                          | Demi-finales                             | 30 et 31 janvier  | 4                   |
| 5                          | Finale Stade Matmut-Atlantique(Bordeaux) | samedi 31 mars    | 2                   |

### Participants
| Clubs de Ligue 1 (20)     | Clubs de Ligue 2 (20)       |
| arrivent en 8e de finale  | arrivent au premier tour    |
| ------------------------- | --------------------------- |
| AS Monaco                 | AS Nancy-Lorraine           |
| Paris Saint-Germain T     | FC Lorient                  |
| OGC Nice                  | RC Lens                     |
| Olympique lyonnais        | Stade brestois 29           |
| Olympique de Marseille    | Nîmes Olympique             |
| Girondins de Bordeaux     | Stade de Reims              |
| arrivent en 16e de finale | Le Havre AC                 |
| FC Nantes                 | GFC Ajaccio                 |
| AS Saint-Étienne          | Chamois niortais            |
| Stade rennais FC          | AC Ajaccio                  |
| EA Guingamp               | Clermont Foot 63            |
| Lille OSC                 | FC Sochaux-Montbéliard      |
| Angers SCO                | Valenciennes FC             |
| Toulouse FC               | Bourg-en-Bresse 01          |
| FC Metz                   | Tours FC                    |
| Montpellier HSC           | AJ Auxerre                  |
| Dijon FCO                 | US Orléans                  |
| SM Caen                   | LB Châteauroux              |
| RC Strasbourg             | US Quevilly-Rouen Métropole |
| Amiens SC                 | Paris FC                    |
| ES Troyes AC              | National (3)                |
|                           | Red Star FC                 |
|                           | Stade lavallois MFC         |
|                           | US Créteil-Lusitanos        |

### Règlement
Le club vainqueur sera qualifié pour la Ligue Europa 2018-2019 pour le 2e tour de qualification.
Si à la fin de la saison 2017-2018, le club vainqueur de la Coupe de la Ligue s'est qualifié par ailleurs pour une compétition européenne, c’est au club le mieux classé en Ligue 1 (5e) et non qualifié pour une compétition européenne que sera attribuée la place qualificative pour la Ligue Europa 2018-2019.
Chaque tour se déroule en un seul match. En cas d'égalité, les équipes devront directement se départager avec une séance de tirs au but. Excepté la finale où en cas d'égalité, il y aura une prolongation avec deux mi-temps de 15 minutes et une séance de tirs au but si l'égalité persiste.

## Résultats

### Tours préliminaires

#### Premier tour
Les vingt équipes de Ligue 2 et les quatre équipes professionnelles de National (à savoir les trois relégués de la saison de Ligue 2 précédente et un relégué de la saison 2015-2016) doivent participer au premier tour de cette coupe de la Ligue.

Le tirage au sort de ce tour a lieu le mardi 18 juillet 2017. Les matchs sont joués le mardi 8 août 2017.
| Match 1           | RC Lens (L2)            | 2 - 1   | AC Ajaccio (L2) | Stade Bollaert-Delelis, Lens                                             |                                                                          |
| 8 août 2017 21h00 | Lendrić 76e · Lopez 79e | (0 - 1) | 37e Coutadeur   | Spectateurs : 12 070 Diffuseur : Canal+ Sport Arbitrage : Jérôme Brisard | Spectateurs : 12 070 Diffuseur : Canal+ Sport Arbitrage : Jérôme Brisard |
| 8 août 2017 21h00 | Bellegarde 7e           | Rapport | 38e Camara      | Spectateurs : 12 070 Diffuseur : Canal+ Sport Arbitrage : Jérôme Brisard | Spectateurs : 12 070 Diffuseur : Canal+ Sport Arbitrage : Jérôme Brisard |

| Match 2           | Le Havre AC (L2)                           | 4 - 4             | Nîmes Olympique (L2)                                 | Stade Océane, Le Havre                                           |                                                                  |
| 8 août 2017 20h00 | Ferhat 68e · Julan 71e 75e · Louiserre 79e | (0 - 2)           | 24e Bozok · 44e Thioub · 88e Savanier · 90+5e Garcia | Spectateurs : 4 849 Diffuseur : Foot+ Arbitrage : Aurélien Petit | Spectateurs : 4 849 Diffuseur : Foot+ Arbitrage : Aurélien Petit |
| 8 août 2017 20h00 | Youga                                      | Rapport           |                                                      | Spectateurs : 4 849 Diffuseur : Foot+ Arbitrage : Aurélien Petit | Spectateurs : 4 849 Diffuseur : Foot+ Arbitrage : Aurélien Petit |
| 8 août 2017 20h00 | Youga · Bain · Ferhat · Traoré · Julan     | Tirs au but 5 - 4 | Savanier · Alioui · Depres · Ripart · Thioub         | Spectateurs : 4 849 Diffuseur : Foot+ Arbitrage : Aurélien Petit | Spectateurs : 4 849 Diffuseur : Foot+ Arbitrage : Aurélien Petit |

| Match 3           | Paris FC (L2)                                                    | 0 - 0             | Stade brestois 29 (L2)                            | Stade Charléty, Paris                                             |                                                                   |
| 8 août 2017 20h00 |                                                                  | (0 - 0)           |                                                   | Spectateurs : 1 325 Diffuseur : Foot+ Arbitrage : Sylvain Palhies | Spectateurs : 1 325 Diffuseur : Foot+ Arbitrage : Sylvain Palhies |
| 8 août 2017 20h00 | Robail 89e                                                       | Rapport           | 61e Pi ·                                          | Spectateurs : 1 325 Diffuseur : Foot+ Arbitrage : Sylvain Palhies | Spectateurs : 1 325 Diffuseur : Foot+ Arbitrage : Sylvain Palhies |
| 8 août 2017 20h00 | Akichi · Nomenjanahary · Alami Bazza · Robail · Karamoko · Yohou | Tirs au but 4 - 3 | Berthomier · Labidi · Pi · Butin · Grougi · Coeff | Spectateurs : 1 325 Diffuseur : Foot+ Arbitrage : Sylvain Palhies | Spectateurs : 1 325 Diffuseur : Foot+ Arbitrage : Sylvain Palhies |

| Match 4           | Stade lavallois (N)                                     | 1 - 1             | FC Lorient (L2)                                            | Stade Francis-Le-Basser, Laval                                   |                                                                  |
| 8 août 2017 18h30 | Pereira 83e                                             | (0 - 1)           | 38e Courtet                                                | Spectateurs : 3 481 Diffuseur : Foot+ Arbitrage : Mehdi Mokhtari | Spectateurs : 3 481 Diffuseur : Foot+ Arbitrage : Mehdi Mokhtari |
| 8 août 2017 18h30 | Solet 52e                                               | Rapport           | 7e Moreira · 90+2e Touré ·                                 | Spectateurs : 3 481 Diffuseur : Foot+ Arbitrage : Mehdi Mokhtari | Spectateurs : 3 481 Diffuseur : Foot+ Arbitrage : Mehdi Mokhtari |
| 8 août 2017 18h30 | Etinof · Pereira · Pereira Lage · Sarr · Solet · Zéoula | Tirs au but 3 - 4 | Courtet · Selemani · Danic · Guendouzi · Bouanga · Le Goff | Spectateurs : 3 481 Diffuseur : Foot+ Arbitrage : Mehdi Mokhtari | Spectateurs : 3 481 Diffuseur : Foot+ Arbitrage : Mehdi Mokhtari |

| Match 5           | US Quevilly-Rouen (L2)                 | 0 - 1   | US Orléans (L2)                     | MMArena, Le Mans                            |                                             |
| 8 août 2017 20h00 |                                        | (0 - 1) | 41e Perrin                          | Spectateurs : 825 Arbitrage : Jérémy Stinat | Spectateurs : 825 Arbitrage : Jérémy Stinat |
| 8 août 2017 20h00 | Boujedra 61e · Basque 83e · Lefort 85e | Rapport | 21e Seidou · 35e N'Goma · 59e Ziani | Spectateurs : 825 Arbitrage : Jérémy Stinat | Spectateurs : 825 Arbitrage : Jérémy Stinat |

| Match 6           | Red Star FC (N)                                                | 1 - 1             | AJ Auxerre (L2)                                                         | Stade Bauer, Saint-Ouen                                         |                                                                 |
| 8 août 2017 20h00 | Teuma 6e                                                       | (1 - 0)           | 50e Ayé                                                                 | Spectateurs : 2 039 Diffuseur : Foot+ Arbitrage : Willy Delajod | Spectateurs : 2 039 Diffuseur : Foot+ Arbitrage : Willy Delajod |
| 8 août 2017 20h00 | Sy 35e                                                         | Rapport           | 23e Sané ·                                                              | Spectateurs : 2 039 Diffuseur : Foot+ Arbitrage : Willy Delajod | Spectateurs : 2 039 Diffuseur : Foot+ Arbitrage : Willy Delajod |
| 8 août 2017 20h00 | Petrilli · Sylvestre · Fomen · Keita · Fontaine · Sané · Teuma | Tirs au but 6 - 5 | Ayé · Philippoteaux · Tacalfred · Montiel · Diallo · Youssouf · Sangaré | Spectateurs : 2 039 Diffuseur : Foot+ Arbitrage : Willy Delajod | Spectateurs : 2 039 Diffuseur : Foot+ Arbitrage : Willy Delajod |

| Match 7           | Gazélec Ajaccio (L2)                                                        | 0 - 0             | US Créteil-Lusitanos (N)                                                    | Stade Ange-Casanova, Ajaccio                  |                                               |
| 8 août 2017 20h00 |                                                                             | (0 - 0)           |                                                                             | Spectateurs : 2 531 Arbitrage : Florent Batta | Spectateurs : 2 531 Arbitrage : Florent Batta |
| 8 août 2017 20h00 | Ba 20e · Court 61e                                                          | Rapport           | 35e Martin · 37e Soares · 80e Fofana ·                                      | Spectateurs : 2 531 Arbitrage : Florent Batta | Spectateurs : 2 531 Arbitrage : Florent Batta |
| 8 août 2017 20h00 | M'Changama · Clerc · Kemen · Court · Diabate · Ribéry · Campanini · Mombris | Tirs au but 6 - 5 | Dias · Buaillon · Puygrenier · Gendrey · Petshi · Gassama · Fofana · Soares | Spectateurs : 2 531 Arbitrage : Florent Batta | Spectateurs : 2 531 Arbitrage : Florent Batta |

| Match 8           | AS Nancy-Lorraine (L2) | Annulé | SC Bastia (N) |  |
| 8 août 2017 18h30 |                        |        |               |  |

À la suite de la décision du comité exécutif, confirmant la perte du statut professionnel du SC Bastia due à sa rétrogradation en National cette saison, l’AS Nancy-Lorraine est directement qualifiée pour le 2e tour de la Coupe de la Ligue.
| Match 9           | LB Châteauroux (L2) | 0 - 1   | Clermont Foot 63 (L2) | Stade Gaston-Petit, Châteauroux               |                                               |
| 8 août 2017 20h00 |                     | (0 - 0) | 90+3e Gavory          | Spectateurs : 2 782 Arbitrage : Olivier Thual | Spectateurs : 2 782 Arbitrage : Olivier Thual |
| 8 août 2017 20h00 | Goba 90+4e          | Rapport | 57e Douline           | Spectateurs : 2 782 Arbitrage : Olivier Thual | Spectateurs : 2 782 Arbitrage : Olivier Thual |

| Match 10          | Tours FC (L2)                                            | 4 - 1   | Chamois niortais FC (L2) | Stade de la Vallée du Cher, Tours                 |                                                   |
| 8 août 2017 20h00 | Bouazza 29e · Tall (en) 33e · Raveloson 50e · Bayard 53e | (2 - 0) | 61e Grange               | Spectateurs : 4 013 Arbitrage : Pierre Gaillouste | Spectateurs : 4 013 Arbitrage : Pierre Gaillouste |
| 8 août 2017 20h00 | Gradit 61e · Miguel 79e                                  | Rapport | 36e Roye · 49e Dembélé   | Spectateurs : 4 013 Arbitrage : Pierre Gaillouste | Spectateurs : 4 013 Arbitrage : Pierre Gaillouste |

| Match 11          | Bourg-en-Bresse Péronnas (L2) | 0 - 1   | Stade de Reims (L2)                   | Stade Marcel-Verchère, Bourg-en-Bresse        |                                               |
| 8 août 2017 20h00 |                               | (0 - 1) | 15e Berthier                          | Spectateurs : 1 425 Arbitrage : William Lavis | Spectateurs : 1 425 Arbitrage : William Lavis |
| 8 août 2017 20h00 | Bègue 16e                     | Rapport | 17e Ryei · 53e Cakin · 72e Chavalerin | Spectateurs : 1 425 Arbitrage : William Lavis | Spectateurs : 1 425 Arbitrage : William Lavis |

| Match 12          | Valenciennes FC (L2)      | 3 - 1   | FC Sochaux-Montbéliard (L2)                   | Stade du Hainaut, Valenciennes                                    |                                                                   |
| 8 août 2017 20h00 | Ambri 10e 69e · Romil 13e | (2 - 0) | 81e Daham                                     | Spectateurs : 4 456 Diffuseur : Foot+ Arbitrage : Stéphane Jochem | Spectateurs : 4 456 Diffuseur : Foot+ Arbitrage : Stéphane Jochem |
| 8 août 2017 20h00 | Niakaté 21e · Xavier 88e  | Rapport | 22e Ba · 27e Tardieu · 36e Teikeu · 44e Ogier | Spectateurs : 4 456 Diffuseur : Foot+ Arbitrage : Stéphane Jochem | Spectateurs : 4 456 Diffuseur : Foot+ Arbitrage : Stéphane Jochem |

#### Deuxième tour
Les six rencontres se jouent le mardi 22 août 2017.

Le tirage au sort a lieu en même temps que celui du premier tour.
| Match 1            | AS Nancy-Lorraine (L2)                | 2 - 2             | US Orléans (L2)                 | Stade Marcel-Picot, Tomblaine                                       |                                                                     |
| 22 août 2017 20h00 | N'Guessan 6e · Nordin 45+2e           | (2 - 1)           | 9e Nabab · 86e (pen.) Ziani     | Spectateurs : 8 965 Diffuseur : Foot+ Arbitrage : François Letexier | Spectateurs : 8 965 Diffuseur : Foot+ Arbitrage : François Letexier |
| 22 août 2017 20h00 | Eler 35e · Abergel 85e                | Rapport           | 33e Camara · 44e Nabab ·        | Spectateurs : 8 965 Diffuseur : Foot+ Arbitrage : François Letexier | Spectateurs : 8 965 Diffuseur : Foot+ Arbitrage : François Letexier |
| 22 août 2017 20h00 | Nordin · Cuffaut · Chrétien · Abergel | Tirs au but 4 - 2 | Ziani · Chemin · Perrin · Gomis | Spectateurs : 8 965 Diffuseur : Foot+ Arbitrage : François Letexier | Spectateurs : 8 965 Diffuseur : Foot+ Arbitrage : François Letexier |

| Match 2            | Paris FC (L2)               | 0 - 2   | Clermont Foot 63 (L2)     | Stade Charléty, Paris                                           |                                                                 |
| 22 août 2017 20h00 |                             | (0 - 1) | 17e Dugimont · 90e Ndiaye | Spectateurs : 1 165 Diffuseur : Foot+ Arbitrage : Mikael Lesage | Spectateurs : 1 165 Diffuseur : Foot+ Arbitrage : Mikael Lesage |
| 22 août 2017 20h00 | Lopez 28e · Alami Bazza 78e | Rapport | 45e Ndiaye · 65e Doré     | Spectateurs : 1 165 Diffuseur : Foot+ Arbitrage : Mikael Lesage | Spectateurs : 1 165 Diffuseur : Foot+ Arbitrage : Mikael Lesage |

| Match 3            | Valenciennes FC (L2)                        | 3 - 0   | Stade de Reims (L2) | Stade du Hainaut, Valenciennes                                           |                                                                          |
| 22 août 2017 21h00 | Guezoui 36e · Ndom 41e (csc) · Mauricio 58e | (2 - 0) |                     | Spectateurs : 4 113 Diffuseur : Canal+ Sport Arbitrage : Sylvain Palhies | Spectateurs : 4 113 Diffuseur : Canal+ Sport Arbitrage : Sylvain Palhies |
| 22 août 2017 21h00 | Ambri 16e · Mauricio 32e                    | Rapport | 8e Abdelhamid       | Spectateurs : 4 113 Diffuseur : Canal+ Sport Arbitrage : Sylvain Palhies | Spectateurs : 4 113 Diffuseur : Canal+ Sport Arbitrage : Sylvain Palhies |

| Match 4            | Tours FC (L2)                                                                 | 0 - 0             | Le Havre AC (L2)                                                   | Stade de la Vallée du Cher, Tours                               |                                                                 |
| 22 août 2017 20h00 |                                                                               | (0 - 0)           |                                                                    | Spectateurs : 3 421 Diffuseur : Foot+ Arbitrage : Jérémy Stinat | Spectateurs : 3 421 Diffuseur : Foot+ Arbitrage : Jérémy Stinat |
| 22 août 2017 20h00 |                                                                               | Rapport           | 35e Bese · 90e Ayasse ·                                            | Spectateurs : 3 421 Diffuseur : Foot+ Arbitrage : Jérémy Stinat | Spectateurs : 3 421 Diffuseur : Foot+ Arbitrage : Jérémy Stinat |
| 22 août 2017 20h00 | Cissé · Bergougnoux · De Almeida · Belkebla · Makhedjouf · Raveloson · Miguel | Tirs au but 7 - 6 | Ayasse · Moukoudi · Traoré · Ferhat · Julan · Louiserre · Fontaine | Spectateurs : 3 421 Diffuseur : Foot+ Arbitrage : Jérémy Stinat | Spectateurs : 3 421 Diffuseur : Foot+ Arbitrage : Jérémy Stinat |

| Match 5            | FC Lorient (L2)                       | 3 - 2   | RC Lens (L2)               | Stade du Moustoir, Lorient                                              |                                                                         |
| 22 août 2017 18h30 | Bouanga 22e · Moreira 23e · Cabot 29e | (3 - 2) | 37e Koukou · 45+2e Lopez   | Spectateurs : 7 790 Diffuseur : Canal+ Sport Arbitrage : Thomas Léonard | Spectateurs : 7 790 Diffuseur : Canal+ Sport Arbitrage : Thomas Léonard |
| 22 août 2017 18h30 |                                       | Rapport | 73e Dankler · 78e Chantome | Spectateurs : 7 790 Diffuseur : Canal+ Sport Arbitrage : Thomas Léonard | Spectateurs : 7 790 Diffuseur : Canal+ Sport Arbitrage : Thomas Léonard |

| Match 6            | Gazélec Ajaccio (L2)                        | 0 - 0             | Red Star FC (N)                           | Stade Ange-Casanova, Ajaccio                                        |                                                                     |
| 22 août 2017 20h00 |                                             | (0 - 0)           |                                           | Spectateurs : 3 073 Diffuseur : Foot+ Arbitrage : Hakim Ben El Hadj | Spectateurs : 3 073 Diffuseur : Foot+ Arbitrage : Hakim Ben El Hadj |
| 22 août 2017 20h00 | Court 23e · Campanini 71e · Ba 77e          | Rapport           | 21e Teuma · 30e Fontaine · 90e Ferreira · | Spectateurs : 3 073 Diffuseur : Foot+ Arbitrage : Hakim Ben El Hadj | Spectateurs : 3 073 Diffuseur : Foot+ Arbitrage : Hakim Ben El Hadj |
| 22 août 2017 20h00 | Perquis · Ribéry · Marveaux · Court · Kemen | Tirs au but 3 - 4 | Sylvestre · Sané · Lefebvre · Sy · Keita  | Spectateurs : 3 073 Diffuseur : Foot+ Arbitrage : Hakim Ben El Hadj | Spectateurs : 3 073 Diffuseur : Foot+ Arbitrage : Hakim Ben El Hadj |

### Phase finale

#### Seizièmes de finale
Les six vainqueurs du deuxième tour sont rejoints par les quatorze équipes de Ligue 1 qui ne participent à aucune coupe d'Europe. Le tirage au sort a lieu le 20 septembre 2017 à 22h30 sur Canal+ Sport. Les dix rencontres sont jouées le mardi 24 et le mercredi 25 octobre 2017.

Il ne s'agit pas à proprement parler de seizièmes de finale, car un seizième de finale compte par définition seize matchs, et donc trente-deux équipes. La logique aurait voulu que l'on parlât de Troisième tour.
| Match 1               | ES Troyes AC (L1)       | 1 - 2   | Amiens SC (L1)          | Stade de l'Aube, Troyes                                                           |                                                                                   |
| 25 octobre 2017 21h05 | Bellugou 49e            | (0 - 1) | 40e Konaté · 79e Ielsch | Spectateurs : 4 693 Diffuseur : France 3 Régions, Foot+ Arbitrage : Olivier Thual | Spectateurs : 4 693 Diffuseur : France 3 Régions, Foot+ Arbitrage : Olivier Thual |
| 25 octobre 2017 21h05 | Ngosso 48e · Ielsch 72e | Rapport | 48e Ngosso · 72e Ielsch | Spectateurs : 4 693 Diffuseur : France 3 Régions, Foot+ Arbitrage : Olivier Thual | Spectateurs : 4 693 Diffuseur : France 3 Régions, Foot+ Arbitrage : Olivier Thual |

| Match 2               | EA Guingamp (L1) | 0 - 2   | Montpellier Hérault SC (L1) | Stade de Roudourou, Guingamp                                            |                                                                         |
| 24 octobre 2017 21h05 |                  | (0 - 1) | 20e Camara · 71e Ninga      | Spectateurs : 13 318 Diffuseur : Canal+ Sport Arbitrage : Benoît Millot | Spectateurs : 13 318 Diffuseur : Canal+ Sport Arbitrage : Benoît Millot |
| 24 octobre 2017 21h05 | Coco 37e         | Rapport | 3e Sambia · 54e Skhiri      | Spectateurs : 13 318 Diffuseur : Canal+ Sport Arbitrage : Benoît Millot | Spectateurs : 13 318 Diffuseur : Canal+ Sport Arbitrage : Benoît Millot |

| Match 3               | Angers SCO (L1)                           | 3 - 2   | AS Nancy-Lorraine (L2)                    | Stade Raymond-Kopa, Angers                                                             |                                                                                        |
| 25 octobre 2017 21h05 | Ciss 12e · Guillaume 17e · Pavlović 90+2e | (2 - 0) | 58e Eler · 59e Dembélé                    | Spectateurs : 9 802 Diffuseur : France 3 Régions, Foot+ Arbitrage : Jérôme Miguelgorry | Spectateurs : 9 802 Diffuseur : France 3 Régions, Foot+ Arbitrage : Jérôme Miguelgorry |
| 25 octobre 2017 21h05 |                                           | Rapport | 80e Abergel · 82e Clément · 85e Saint-Ruf | Spectateurs : 9 802 Diffuseur : France 3 Régions, Foot+ Arbitrage : Jérôme Miguelgorry | Spectateurs : 9 802 Diffuseur : France 3 Régions, Foot+ Arbitrage : Jérôme Miguelgorry |

| Match 4               | RC Strasbourg Alsace (L1)                  | 1 - 1             | AS Saint-Étienne (L1)                           | Stade de la Meinau, Strasbourg                                      |                                                                     |
| 25 octobre 2017 21h05 | Bahoken 36e                                | (1 - 0)           | 84e Hernani                                     | Spectateurs : 18 317 Diffuseur : France 3 Arbitrage : Mikael Lesage | Spectateurs : 18 317 Diffuseur : France 3 Arbitrage : Mikael Lesage |
| 25 octobre 2017 21h05 | Lala 81e                                   | Rapport           | 21e Hernani · 33e Lacroix ·                     | Spectateurs : 18 317 Diffuseur : France 3 Arbitrage : Mikael Lesage | Spectateurs : 18 317 Diffuseur : France 3 Arbitrage : Mikael Lesage |
| 25 octobre 2017 21h05 | Lala · Nogueira · Gonçalves · Sacko · Koné | Tirs au but 5 - 4 | Hamouma · Hernani · Søderlund · Gabriel · Bamba | Spectateurs : 18 317 Diffuseur : France 3 Arbitrage : Mikael Lesage | Spectateurs : 18 317 Diffuseur : France 3 Arbitrage : Mikael Lesage |

| Match 5               | Dijon FCO (L1)           | 1 - 2   | Stade rennais FC (L1)  | Stade Gaston-Gérard, Dijon                                                                 |                                                                                            |
| 25 octobre 2017 21h05 | Sammaritano 15e          | (1 - 1) | 43e Khazri · 87e Hunou | Spectateurs : 10 491 Diffuseur : France 3 Régions, Canal+ Sport Arbitrage : Jérôme Brisard | Spectateurs : 10 491 Diffuseur : France 3 Régions, Canal+ Sport Arbitrage : Jérôme Brisard |
| 25 octobre 2017 21h05 | Jeannot 2e · Balmont 88e | Rapport | 88e Brandon            | Spectateurs : 10 491 Diffuseur : France 3 Régions, Canal+ Sport Arbitrage : Jérôme Brisard | Spectateurs : 10 491 Diffuseur : France 3 Régions, Canal+ Sport Arbitrage : Jérôme Brisard |

| Match 6               | FC Lorient (L2) | 0 - 1   | SM Caen (L1)                                            | Stade du Moustoir, Lorient                                          |                                                                     |
| 24 octobre 2017 18h45 |                 | (0 - 1) | 43e Kouakou                                             | Spectateurs : 8 862 Diffuseur : Canal+ Sport Arbitrage : Karim Abed | Spectateurs : 8 862 Diffuseur : Canal+ Sport Arbitrage : Karim Abed |
| 24 octobre 2017 18h45 |                 | Rapport | 28e Guilbert · 38e Peeters · 69e Kouakou · 78e Diomandé | Spectateurs : 8 862 Diffuseur : Canal+ Sport Arbitrage : Karim Abed | Spectateurs : 8 862 Diffuseur : Canal+ Sport Arbitrage : Karim Abed |

| Match 7               | FC Metz (L1)               | 1 - 0   | Red Star FC (N) | Stade Saint-Symphorien, Longeville-lès-Metz                                           |                                                                                       |
| 25 octobre 2017 21h05 | Dossevi 66e                | (0 - 0) |                 | Spectateurs : 5 612 Diffuseur : France 3 Régions, Foot+ Arbitrage : Hakim Ben El Hadj | Spectateurs : 5 612 Diffuseur : France 3 Régions, Foot+ Arbitrage : Hakim Ben El Hadj |
| 25 octobre 2017 21h05 | Wollscheid 61e · Thill 75e | Rapport | 29e Diakité     | Spectateurs : 5 612 Diffuseur : France 3 Régions, Foot+ Arbitrage : Hakim Ben El Hadj | Spectateurs : 5 612 Diffuseur : France 3 Régions, Foot+ Arbitrage : Hakim Ben El Hadj |

La Commission des Compétitions, en accord avec les deux clubs a décidé d’inverser la rencontre opposant le Red Star FC au FC Metz pour le compte des 16es de finale de la Coupe de la Ligue. Le match s'est donc déroulé le mercredi 25 octobre à 21h05 au Stade Saint-Symphorien de Metz.
| Match 8               | LOSC Lille (L1)                                             | 2 - 2             | Valenciennes FC (L2)                                                   | Stade Pierre-Mauroy, Villeneuve-d'Ascq                                    |                                                                           |
| 25 octobre 2017 18h45 | Benzia 14e · Alonso 74e                                     | (1 - 1)           | 44e Pierre-Charles · 90+1e (pen.) Mothiba                              | Spectateurs : 30 643 Diffuseur : Canal+ Sport Arbitrage : Frank Schneider | Spectateurs : 30 643 Diffuseur : Canal+ Sport Arbitrage : Frank Schneider |
| 25 octobre 2017 18h45 | Alonso 41e · Ié 83e                                         | Rapport           | 15e Pierre-Charles · 17e Thiago · 67e Aloé ·                           | Spectateurs : 30 643 Diffuseur : Canal+ Sport Arbitrage : Frank Schneider | Spectateurs : 30 643 Diffuseur : Canal+ Sport Arbitrage : Frank Schneider |
| 25 octobre 2017 18h45 | Ié · Alonso · Bahlouli · El-Ghazi · Soumaré · Maia · Mendes | Tirs au but 5 - 4 | Néry · Diarra · Mauricio · Ramaré · Guezoui · Mothiba · Pierre-Charles | Spectateurs : 30 643 Diffuseur : Canal+ Sport Arbitrage : Frank Schneider | Spectateurs : 30 643 Diffuseur : Canal+ Sport Arbitrage : Frank Schneider |

| Match 9               | Toulouse FC (L1)                                       | 4 - 2   | Clermont Foot 63 (L2)                                        | Stadium de Toulouse, Toulouse                                                          |                                                                                        |
| 25 octobre 2017 21h05 | Moubandje 21e · Sanogo 25e · Gradel 39e · Toivonen 58e | (3 - 2) | 29e Dugimont · 31e Doré                                      | Spectateurs : 10 222 Diffuseur : France 3 Régions, Foot+ Arbitrage : Sébastien Desiage | Spectateurs : 10 222 Diffuseur : France 3 Régions, Foot+ Arbitrage : Sébastien Desiage |
| 25 octobre 2017 21h05 | Cahuzac 37e                                            | Rapport | 5e Espinosa · 62e Jeannin · 45e, 62e Kavdanski · 80e Douline | Spectateurs : 10 222 Diffuseur : France 3 Régions, Foot+ Arbitrage : Sébastien Desiage | Spectateurs : 10 222 Diffuseur : France 3 Régions, Foot+ Arbitrage : Sébastien Desiage |

| Match 10              | Tours FC (L2)                        | 3 - 1   | FC Nantes (L1)                    | Stade de la Vallée du Cher, Tours                                                  |                                                                                    |
| 25 octobre 2017 21h05 | Miguel 4e · Mancini 6e · Bouazza 19e | (3 - 1) | 35e (pen.) Lima                   | Spectateurs : 9 477 Diffuseur : France 3 Régions, Foot+ Arbitrage : Thomas Léonard | Spectateurs : 9 477 Diffuseur : France 3 Régions, Foot+ Arbitrage : Thomas Léonard |
| 25 octobre 2017 21h05 | Raveloson 17e                        | Rapport | 50e, 57e Walongwa · 77e Alcibiade | Spectateurs : 9 477 Diffuseur : France 3 Régions, Foot+ Arbitrage : Thomas Léonard | Spectateurs : 9 477 Diffuseur : France 3 Régions, Foot+ Arbitrage : Thomas Léonard |

#### Huitièmes de finale
Les huitièmes de finale se déroulent le mardi 12 et le mercredi 13 décembre 2017; ce tour est marqué par l'arrivée des six clubs européens.
Le tirage au sort des huitièmes se déroule le 8 novembre à Bordeaux, où se disputera aussi la finale.
| Match 1                | Toulouse FC (L1)          | 2 - 0   | Girondins de Bordeaux (L1)   | Stadium de Toulouse, Toulouse                                           |                                                                         |
| 12 décembre 2017 18h45 | Gradel 36e · Toivonen 53e | (1 - 0) |                              | Spectateurs : 8 851 Diffuseur : Canal+ Sport Arbitrage : Antony Gautier | Spectateurs : 8 851 Diffuseur : Canal+ Sport Arbitrage : Antony Gautier |
| 12 décembre 2017 18h45 | Jullien 40e · Jean 47e    | Rapport | 11e Poudjé · 44e de Préville | Spectateurs : 8 851 Diffuseur : Canal+ Sport Arbitrage : Antony Gautier | Spectateurs : 8 851 Diffuseur : Canal+ Sport Arbitrage : Antony Gautier |

| Match 2                | AS Monaco (L1)            | 2 - 0   | SM Caen (L1)                               | Stade Louis-II, Monaco                                                  |                                                                         |
| 12 décembre 2017 21h05 | Carrillo 33e · Falcao 85e | (1 - 0) |                                            | Spectateurs : 4 834 Diffuseur : Canal+ Sport Arbitrage : Thomas Léonard | Spectateurs : 4 834 Diffuseur : Canal+ Sport Arbitrage : Thomas Léonard |
| 12 décembre 2017 21h05 | Raggi 40e                 | Rapport | 24e Diomandé · 43e Santini · 45+1e Mbengue | Spectateurs : 4 834 Diffuseur : Canal+ Sport Arbitrage : Thomas Léonard | Spectateurs : 4 834 Diffuseur : Canal+ Sport Arbitrage : Thomas Léonard |

| Match 3                | Angers SCO (L1)                         | 1 - 0   | FC Metz (L1)  | Stade Raymond-Kopa, Angers                                      |                                                                 |
| 12 décembre 2017 21h05 | Fulgini 52e                             | (0 - 0) |               | Spectateurs : 4 109 Diffuseur : Foot+ Arbitrage : Olivier Thual | Spectateurs : 4 109 Diffuseur : Foot+ Arbitrage : Olivier Thual |
| 12 décembre 2017 21h05 | Tahrat 41e · Touré 45+1e · Pavlović 59e | Rapport | 49e Selimovic | Spectateurs : 4 109 Diffuseur : Foot+ Arbitrage : Olivier Thual | Spectateurs : 4 109 Diffuseur : Foot+ Arbitrage : Olivier Thual |

| Match 4                | Stade rennais FC (L1)                         | 2 - 2             | Olympique de Marseille (L1)                   | Roazhon Park, Rennes                                                  |                                                                       |
| 13 décembre 2017 18h45 | André 23e · Khazri 57e                        | (1 - 1)           | 13e Mítroglou · 81e Germain                   | Spectateurs : 22 906 Diffuseur : Canal+ Sport Arbitrage : Johan Hamel | Spectateurs : 22 906 Diffuseur : Canal+ Sport Arbitrage : Johan Hamel |
| 13 décembre 2017 18h45 | Traoré 44e                                    | Rapport           | 42e Amavi · 83e Rolando · 87e Ocampos ·       | Spectateurs : 22 906 Diffuseur : Canal+ Sport Arbitrage : Johan Hamel | Spectateurs : 22 906 Diffuseur : Canal+ Sport Arbitrage : Johan Hamel |
| 13 décembre 2017 18h45 | Khazri · André · Gnagnon · Gélin · Bourigeaud | Tirs au but 4 - 3 | Germain · Mítroglou · Ocampos · Sarr · Sanson | Spectateurs : 22 906 Diffuseur : Canal+ Sport Arbitrage : Johan Hamel | Spectateurs : 22 906 Diffuseur : Canal+ Sport Arbitrage : Johan Hamel |

| Match 5                | RC Strasbourg Alsace (L1) | 2 - 4   | Paris Saint-Germain (L1)                                   | Stade de la Meinau, Strasbourg                                                    |                                                                                   |
| 13 décembre 2017 21h05 | Grimm 36e · Blayac 88e    | (1 - 2) | 13e (csc) Salmier · 25e Di María · 62e Alves · 78e Draxler | Spectateurs : 25 349 Diffuseur : France 3, Canal+ Sport Arbitrage : Mikael Lesage | Spectateurs : 25 349 Diffuseur : France 3, Canal+ Sport Arbitrage : Mikael Lesage |
| 13 décembre 2017 21h05 | Gonçalves 49e             | Rapport |                                                            | Spectateurs : 25 349 Diffuseur : France 3, Canal+ Sport Arbitrage : Mikael Lesage | Spectateurs : 25 349 Diffuseur : France 3, Canal+ Sport Arbitrage : Mikael Lesage |

| Match 6                | LOSC Lille (L1)                                | 1 - 1             | OGC Nice (L1)                      | Stade Pierre-Mauroy, Villeneuve-d'Ascq                            |                                                                   |
| 13 décembre 2017 21h05 | Araújo 7e                                      | (1 - 0)           | 58e Balotelli                      | Spectateurs : 9 651 Diffuseur : Foot+ Arbitrage : Stéphane Jochem | Spectateurs : 9 651 Diffuseur : Foot+ Arbitrage : Stéphane Jochem |
| 13 décembre 2017 21h05 | Araújo 46e                                     | Rapport           | 27e Marlon ·                       | Spectateurs : 9 651 Diffuseur : Foot+ Arbitrage : Stéphane Jochem | Spectateurs : 9 651 Diffuseur : Foot+ Arbitrage : Stéphane Jochem |
| 13 décembre 2017 21h05 | Araújo · Alonso · Mendes · El-Ghazi · Bissouma | Tirs au but 2 - 3 | Lees-Melou · Cyprien · Pléa · Seri | Spectateurs : 9 651 Diffuseur : Foot+ Arbitrage : Stéphane Jochem | Spectateurs : 9 651 Diffuseur : Foot+ Arbitrage : Stéphane Jochem |

| Match 7                | Amiens SC (L1)                | 2 - 1   | Tours FC (L2)                           | Stade de la Licorne, Amiens                                       |                                                                   |
| 13 décembre 2017 21h05 | Koita 16e · Bourgaud 45+1e    | (2 - 0) | 90e Mancini                             | Spectateurs : 5 645 Diffuseur : Foot+ Arbitrage : Frank Schneider | Spectateurs : 5 645 Diffuseur : Foot+ Arbitrage : Frank Schneider |
| 13 décembre 2017 21h05 | Avelar 40e · Monconduit 90+2e | Rapport | 26e Mancini · 75e El Hriti · 86e Miguel | Spectateurs : 5 645 Diffuseur : Foot+ Arbitrage : Frank Schneider | Spectateurs : 5 645 Diffuseur : Foot+ Arbitrage : Frank Schneider |

| Match 8                | Montpellier Hérault SC (L1)                         | 4 - 1   | Olympique lyonnais (L1)            | Stade de la Mosson, Montpellier                                  |                                                                  |
| 13 décembre 2017 21h05 | Camara 17e 22e · Hilton 45+2e · Bérigaud 86e (pen.) | (3 - 1) | 10e Maolida                        | Spectateurs : 7 447 Diffuseur : Foot+ Arbitrage : Jérôme Brisard | Spectateurs : 7 447 Diffuseur : Foot+ Arbitrage : Jérôme Brisard |
| 13 décembre 2017 21h05 | Mukiele 19e · Sambia 66e                            | Rapport | 25e Diop · 37e Diakhaby · 86e Tete | Spectateurs : 7 447 Diffuseur : Foot+ Arbitrage : Jérôme Brisard | Spectateurs : 7 447 Diffuseur : Foot+ Arbitrage : Jérôme Brisard |

#### Quarts de finale
Les quarts de finale se déroulent le mardi 9 et le mercredi 10 janvier 2018. Le tirage au sort des quarts se déroule le 13 décembre 2017 après la dernière rencontre des huitièmes de finale. Pour la première fois en compétition officielle l'arbitrage vidéo sera présent sur les quatre matchs.
| Match 1              | OGC Nice (L1) | 1 - 2   | AS Monaco (L1)           | Allianz Riviera, Nice                                              |                                                                    |
| 9 janvier 2018 21h00 | Pléa 18e      | (1 - 2) | 3e Lemar · 37e Diakhaby  | Spectateurs : 19 686 Diffuseur : Canal+ Arbitrage : Clément Turpin | Spectateurs : 19 686 Diffuseur : Canal+ Arbitrage : Clément Turpin |
| 9 janvier 2018 21h00 | Burner 12e    | Rapport | 45e Diakhaby · 80e Lopes | Spectateurs : 19 686 Diffuseur : Canal+ Arbitrage : Clément Turpin | Spectateurs : 19 686 Diffuseur : Canal+ Arbitrage : Clément Turpin |

| Match 2               | Stade rennais FC (L1)                             | 4 - 2   | Toulouse FC (L1)                | Roazhon Park, Rennes                                                    |                                                                         |
| 10 janvier 2018 18h45 | Yago 21e (csc) · Bourigeaud 42e · Hunou 86e 90+3e | (2 - 1) | 40e Sylla · 63e Sanogo          | Spectateurs : 16 766 Diffuseur : Canal+ Sport Arbitrage : Benoît Millot | Spectateurs : 16 766 Diffuseur : Canal+ Sport Arbitrage : Benoît Millot |
| 10 janvier 2018 18h45 | Bensebaini 69e · Diallo 90e                       | Rapport | 82e Sylla · 85e Diop · 88e Jean | Spectateurs : 16 766 Diffuseur : Canal+ Sport Arbitrage : Benoît Millot | Spectateurs : 16 766 Diffuseur : Canal+ Sport Arbitrage : Benoît Millot |

| Match 3               | Amiens SC (L1)           | 0 - 2   | Paris Saint-Germain (L1)       | Stade de la Licorne, Amiens                                                    |                                                                                |
| 10 janvier 2018 21h05 |                          | (0 - 0) | 53e (pen.) Neymar · 78e Rabiot | Spectateurs : 9 222 Diffuseur : France 3, Canal+ Arbitrage : Nicolas Rainville | Spectateurs : 9 222 Diffuseur : France 3, Canal+ Arbitrage : Nicolas Rainville |
| 10 janvier 2018 21h05 | Gurtner 34e · Adenon 82e | Rapport | 47e Draxler · 81e Nkunku       | Spectateurs : 9 222 Diffuseur : France 3, Canal+ Arbitrage : Nicolas Rainville | Spectateurs : 9 222 Diffuseur : France 3, Canal+ Arbitrage : Nicolas Rainville |

| Match 4               | Angers SCO (L1)             | 0 - 1   | Montpellier HSC (L1)      | Stade Raymond-Kopa, Angers                                     |                                                                |
| 10 janvier 2018 21h05 |                             | (0 - 0) | 86e Mbenza                | Spectateurs : 4 705 Diffuseur : Foot+ Arbitrage : Ruddy Buquet | Spectateurs : 4 705 Diffuseur : Foot+ Arbitrage : Ruddy Buquet |
| 10 janvier 2018 21h05 | Coulibaly 20e · Mangani 87e | Rapport | 72e Hilton · 90+5e Mbenza | Spectateurs : 4 705 Diffuseur : Foot+ Arbitrage : Ruddy Buquet | Spectateurs : 4 705 Diffuseur : Foot+ Arbitrage : Ruddy Buquet |

#### Demi-finales
Les demi-finales se déroulent le mardi 30 et le mercredi 31 janvier 2018. Le tirage au sort des Demis se déroule le 10 janvier 2018 après la dernière rencontre des Quarts de finale.
| Match 1               | Stade rennais FC (L1)                                           | 2 - 3   | Paris Saint-Germain (L1)                    | Roazhon Park, Rennes                                                        |                                                                             |
| 30 janvier 2018 21h05 | Sakho 80e · Prcić 90+2e                                         | (0 - 1) | 24e Meunier · 53e Marquinhos · 58e Lo Celso | Spectateurs : 28 620 Diffuseur : France 2, Canal+ Arbitrage : Mikael Lesage | Spectateurs : 28 620 Diffuseur : France 2, Canal+ Arbitrage : Mikael Lesage |
| 30 janvier 2018 21h05 | Sarr 28e · Prcić 65e · Traoré 69e · Khazri 69e · Léa Siliki 87e | Rapport | 63e Mbappé · 90+3e Neymar                   | Spectateurs : 28 620 Diffuseur : France 2, Canal+ Arbitrage : Mikael Lesage | Spectateurs : 28 620 Diffuseur : France 2, Canal+ Arbitrage : Mikael Lesage |

| Match 2               | AS Monaco (L1)              | 2 - 0   | Montpellier HSC (L1) | Stade Louis II, Monaco                                            |                                                                   |
| 31 janvier 2018 21h05 | Falcao 15e 29e              | (2 - 0) |                      | Spectateurs : 6 024 Diffuseur : Canal+ Arbitrage : Amaury Delerue | Spectateurs : 6 024 Diffuseur : Canal+ Arbitrage : Amaury Delerue |
| 31 janvier 2018 21h05 | Fabinho 55e · Boschilia 60e | Rapport | 25e Mendes           | Spectateurs : 6 024 Diffuseur : Canal+ Arbitrage : Amaury Delerue | Spectateurs : 6 024 Diffuseur : Canal+ Arbitrage : Amaury Delerue |

#### Finale
La finale se déroule le samedi 31 mars 2018. Un tirage au sort a lieu le 10 janvier 2018 afin de désigner l'équipe qui jouera protocolairement « à domicile » la finale (choix des vestiaires, des plages d'entrainement et des maillots).
| Paris Saint-Germain · |                      |  |
| Titulaires :          |                      |  |
|                       |                      |  |
| 1                     | Kevin Trapp          |  |
| 17                    | Yuri Berchiche       |  |
| 2                     | Thiago Silva         |  |
| 3                     | Presnel Kimpembe     |  |
| 32                    | Daniel Alves         |  |
| 25                    | Adrien Rabiot        |  |
| 23                    | Julian Draxler 80e   |  |
| 6                     | Marco Verratti 69e   |  |
| 11                    | Ángel Di María 51e   |  |
| 9                     | Edinson Cavani       |  |
| 29                    | Kylian Mbappé        |  |
|                       |                      |  |
| Remplaçants :         |                      |  |
| 16                    | Alphonse Aréola      |  |
| 12                    | Thomas Meunier       |  |
| 20                    | Layvin Kurzawa       |  |
| 5                     | Marquinhos           |  |
| 19                    | Lassana Diarra 80e   |  |
| 18                    | Giovani Lo Celso 69e |  |
| 27                    | Javier Pastore 51e   |  |
|                       |                      |  |
| Entraîneur :          |                      |  |
| Unai Emery            |                      |  |

| Monaco ·        |                     |  |
| Titulaires :    |                     |  |
|                 |                     |  |
| 1               | Danijel Subašić     |  |
| 24              | Andrea Raggi        |  |
| 5               | Jemerson            |  |
| 25              | Kamil Glik          |  |
| 19              | Djibril Sidibé      |  |
| 8               | João Moutinho 78e   |  |
| 2               | Fabinho             |  |
| 20              | Rony Lopes 72e      |  |
| 27              | Thomas Lemar        |  |
| 17              | Youri Tielemans 45e |  |
| 9               | Radamel Falcao      |  |
|                 |                     |  |
| Remplaçants :   |                     |  |
| 30              | Seydou Sy           |  |
| 6               | Jorge               |  |
| 38              | Almamy Touré        |  |
| 35              | Kévin N'Doram       |  |
| 7               | Rachid Ghezzal 78e  |  |
| 15              | Adama Diakhaby 72e  |  |
| 10              | Stevan Jovetić 45e  |  |
|                 |                     |  |
| Entraîneur :    |                     |  |
| Leonardo Jardim |                     |  |

| Paris Saint-Germain · |                      |  |
| Titulaires :          |                      |  |
|                       |                      |  |
| 1                     | Kevin Trapp          |  |
| 17                    | Yuri Berchiche       |  |
| 2                     | Thiago Silva         |  |
| 3                     | Presnel Kimpembe     |  |
| 32                    | Daniel Alves         |  |
| 25                    | Adrien Rabiot        |  |
| 23                    | Julian Draxler 80e   |  |
| 6                     | Marco Verratti 69e   |  |
| 11                    | Ángel Di María 51e   |  |
| 9                     | Edinson Cavani       |  |
| 29                    | Kylian Mbappé        |  |
|                       |                      |  |
| Remplaçants :         |                      |  |
| 16                    | Alphonse Aréola      |  |
| 12                    | Thomas Meunier       |  |
| 20                    | Layvin Kurzawa       |  |
| 5                     | Marquinhos           |  |
| 19                    | Lassana Diarra 80e   |  |
| 18                    | Giovani Lo Celso 69e |  |
| 27                    | Javier Pastore 51e   |  |
|                       |                      |  |
| Entraîneur :          |                      |  |
| Unai Emery            |                      |  |

| Monaco ·        |                     |  |
| Titulaires :    |                     |  |
|                 |                     |  |
| 1               | Danijel Subašić     |  |
| 24              | Andrea Raggi        |  |
| 5               | Jemerson            |  |
| 25              | Kamil Glik          |  |
| 19              | Djibril Sidibé      |  |
| 8               | João Moutinho 78e   |  |
| 2               | Fabinho             |  |
| 20              | Rony Lopes 72e      |  |
| 27              | Thomas Lemar        |  |
| 17              | Youri Tielemans 45e |  |
| 9               | Radamel Falcao      |  |
|                 |                     |  |
| Remplaçants :   |                     |  |
| 30              | Seydou Sy           |  |
| 6               | Jorge               |  |
| 38              | Almamy Touré        |  |
| 35              | Kévin N'Doram       |  |
| 7               | Rachid Ghezzal 78e  |  |
| 15              | Adama Diakhaby 72e  |  |
| 10              | Stevan Jovetić 45e  |  |
|                 |                     |  |
| Entraîneur :    |                     |  |
| Leonardo Jardim |                     |  |

## Statistiques

### Nombre d'équipes par division et par tour
| Divisions / Manches               | Premier tour (12 rencontres)    | Deuxième tour (6 rencontres) | Seizièmes de finale (10 rencontres) | Huitièmes de finale   | Quarts de finale      | Demi- finales         | Finale                | Vainqueur             |
| --------------------------------- | ------------------------------- | ---------------------------- | ----------------------------------- | --------------------- | --------------------- | --------------------- | --------------------- | --------------------- |
| Ligue 1 (clubs européens) 6 clubs | absents                         | absents                      | absents                             | 6                     | 3                     | 2                     | 2                     | 1                     |
| Ligue 1 (non-européens) 14 clubs  | absents                         | absents                      | 14                                  | 9                     | 5                     | 2                     | plus d'équipe engagée | plus d'équipe engagée |
| Ligue 2 20 clubs                  | 19 (SC Bastia perte statut pro) | 11                           | 5                                   | 1                     | plus d'équipe engagée | plus d'équipe engagée | plus d'équipe engagée | plus d'équipe engagée |
| National 3 clubs                  | 3                               | 1                            | 1                                   | plus d'équipe engagée | plus d'équipe engagée | plus d'équipe engagée | plus d'équipe engagée | plus d'équipe engagée |
| Total                             | 22                              | 12                           | 20                                  | 16                    | 8                     | 4                     | 2                     | 1                     |

### Classement des buteurs
Mise a jour : 1er avril 2018
| #  | Buteur            | Club                | Buts | Pen | J | TJ  |
| -- | ----------------- | ------------------- | ---- | --- | - | --- |
| 1  | Adrien Hunou      | Stade rennais FC    | 3    | 0   | 2 | 129 |
| 2  | Souleymane Camara | Montpellier HSC     | 3    | 0   | 2 | 169 |
| 3  | Radamel Falcao    | AS Monaco           | 3    | 0   | 2 | 188 |
| 4  | Cristian Lopez    | RC Lens             | 2    | 0   | 2 | 114 |
| 5  | Yaya Sanogo       | Toulouse FC         | 2    | 0   | 2 | 116 |
| 6  | Rémy Dugimont     | Clermont Foot 63    | 2    | 0   | 2 | 140 |
| 7  | Hameur Bouazza    | Tours FC            | 2    | 0   | 2 | 153 |
| 8  | Daniel Mancini    | Tours FC            | 2    | 0   | 2 | 166 |
| 9  | Ola Toivonen      | Toulouse FC         | 2    | 0   | 2 | 221 |
| 10 | Ángel Di María    | Paris Saint-Germain | 2    | 0   | 2 | 312 |